# Har Ora (Negev)
Har Ora (hebrejsky: הר אורה) je vrch o nadmořské výšce 462 metrů v jižním Izraeli, v pohoří Harej Ejlat.
Nachází se cca 15 kilometrů severně od města Ejlat, 3 kilometry jihozápadně od vesnice Be'er Ora a 5 kilometrů západně od mezistátní hranice mezi Izraelem a Jordánskem. Má podobu výrazného odlesněného skalního masivu, jehož svahy spadají do hlubokých údolí, jimiž protékají vádí. Zejména jde o údolí vádí Nachal Racham na západní straně, Nachal Ora na východě a Nachal Nicoc na jihovýchodě. Krajina v okolí hory je členěna četnými skalnatými vrchy. Přímo v blízkosti vrcholové partie vystupuje skalnatý hřbet Cukej Avrona. Pouze na východní straně se terén svažuje do příkopové propadliny vádí al-Araba. Okolí hory je turisticky využíváno. Po jejích západních svazích vede Izraelská stezka.